# 桓熙
桓熙，字伯道，小字石頭，譙國龍亢（今安徽懷遠）人。東晉大司馬桓溫之長子。桓濟、桓歆、桓禕、桓偉、桓玄之兄。

## 生平
桓熙是東晉權臣桓溫之長子，本來是桓溫屬意的繼承人，可是長大後因為才幹不足，桓溫將後事託付予桓沖。後來桓溫病重，桓熙竟然與親叔桓祕及弟弟桓濟合謀想殺掉桓沖，桓沖知其惡意，刻意迴避。後來桓沖將桓熙徙置於長沙。自此桓熙再無力影響政局。